# Prix Méditerranée des lycéens
Le Prix Méditerranée des lycéens (PML), ouvert d'abord aux élèves des lycées de l'Académie de Montpellier puis à la suite de la création de la région Occitanie à ceux de l'Académie de Toulouse, est décerné chaque année en même temps que le Prix Méditerranée.
Il est organisé par le Conseil régional d'Occitanie, le Centre méditerranéen de littérature (CML) de Perpignan, l'association Occitanie Livre & Lecture, les rectorats des deux académies, la Caisse d'épargne Languedoc-Roussillon et Canopé Occitanie.
Chaque année, quatre livres (premiers ou seconds romans) de romanciers français ou francophones sont sélectionnés. Au cours de l’année, les lycéens des établissements participants ont la possibilité de rencontrer les écrivains retenus, de rencontrer des professionnels du livre, de visiter les librairies et les bibliothèques/médiathèques de leur localité, d'être sensibilisés à la chaîne du livre.  Ils votent en avril pour choisir leur ouvrage préféré.
Les lauréats
- 1994 : Malika Mokeddem, L'Interdite, Grasset
- 1995 : Dominique Bona, Gala, Flammarion
- 1996 : Jean Joubert, Une embellie, Actes Sud
- 1997 : Anne Bragance, Rose de Pierre, Julliard
- 1998 : Fouad Laroui, De quel amour blessé, Julliard
- 1999 : Marc Dugain, La chambre des officiers, Lattès
- 2003 : Valentine Goby, La note sensible, Gallimard
- 2004 : Ornela Vorpsi, Le Pays où l'on ne meurt jamais, Actes Sud, et Stéphane Jougla, L'Idée, Gallimard, collection blanche  (ISBN 978-2-07-073484-9)
- 2007 : Grégoire Hervier, Scream Test, Au Diable Vauvert  (ISBN 978-2-84626-114-2), Le Livre de poche  (ISBN 978-2-84626-114-2)
- 2008 : Hicham Charif, Les virus de l'ombre, Le Navire en pleine ville  (ISBN 978-2-916517-07-0)
- 2009 : Cyril Massarotto, Dieu est un pote à moi, XO Édition  (ISBN 978-2-84563-389-6), Pocket  (ISBN 978-2-266-19196-8)
- 2013 : Grégoire Delacourt, La Liste de mes envies, Lattès  (ISBN 978-2-7096-3818-0), Le Livre de poche  (ISBN 978-2-253-16853-9)
- 2014 : Héloïse Guay de Bellissen, Le Roman de Boddah, Fayard  (ISBN 978-2-213-67723-1), Pocket  (ISBN 978-2-266-25800-5)
- 2015 : Isabelle Vouin, L'Éclaireur, Le Livre de poche  (ISBN 978-2-01-702791-1)
- 2016 : Baptiste Beaulieu, Alors vous ne serez plus jamais triste, Le Livre de poche,  (ISBN 978-2-253-08769-4)
- 2017 : Marie Urdiales, L'Enfant des naufragés, Oskar Jeunesse  (ISBN 979-102140430-4)
- 2018 : Sébastien Spitzer, Ces rêves qu'on piétine, éditions de l'Observatoire, 2017  (ISBN 979-103290071-0)
- 2019 : Julien Sandrel,  La Chambre des merveilles, éditions de l'Épée  (ISBN 979-109121182-6), Calmann-Levy,  (ISBN 978-2-70216-289-7)